# Casa-jardí Pla i Deniel
Casa-jardí Pla i Deniel és una casa jardí situada al nucli de Caldes de Malavella (Selva), al costat de la Casa Pla i Deniel. Forma part de l'Inventari del Patrimoni Arquitectònic de Catalunya.

## Descripció
De planta rectangular i composta per baixos i pis. Voltada per un sòcol de pedra. Està adossada a un edifici amb galeria i un petit cos d'edifici de planta rectangular que antigament era un molí d'aigua. El primer edifici, té una façana principal amb entrada de garatge en arc escarser emmarcat per maó vist, un trencaaigües superior i una finestra geminada al pis i emmarcada per maó vist en arc pla i trencaaigües. A les façanes laterals tres finestres a cada pis, les de baix emmarcades en maó vist formant un arc triangular, les de dalt iguals a la finestra geminada de la façana principal. Coberta a quatre vessants, els aiguafons de ceràmica vidriada verda i la biga carenera amb elements de gerreria.
El segon edifici amb pis i terrat a la catalana, cinc obertures a cada façana emmarcades en maó vist i trencaaigües en arc escarser; té una potent cornisa sobre la qual hi ha una barana (del terrat). El tercer edifici té un element prim amb un tester esgraonat rematat amb un torratge rectangular que acaba en secció d'estrella de vuit puntes, una barana i un element de ferro suport de la roda de molí. Obertures en arc triangular i trencaaigües. A l cim de les cadenes cantoneres hi ha elements de maó vist decorats amb elements florals de ceràmica vernissada.